# Olaf Winter
Olaf Winter (ur. 18 lipca 1973) – niemiecki kajakarz. Złoty medalista olimpijski z Atlanty.
Zawody w 1996 były jego pierwszymi igrzyskami olimpijskimi. Po medal sięgnął w kajakowej czwórce na dystansie 1000 metrów, osadę tworzyli również Thomas Reineck, Detlef Hofmann i Mark Zabel. W 1999 wywalczył brązowy medal mistrzostw świata w dwójce na dystansie 1000 metrów. Brał udział w igrzyskach olimpijskich w 2000.